# Don Halbert
Don Halbert – australijski aktor telewizyjny i filmowy.
Jego pierwszą rolą był drobny epizod w telewizyjnym dramacie wojennym Herosi. Na dużym ekranie zadebiutował, także w 1987 roku, w dramacie sensacyjnym Shame. W 2010 roku wystąpił w popularnym filmie kinowym Jutro, jak wybuchnie wojna.
Zagrał w wielu popularnych, na całym świecie serialach, m.in.: Zatoka serc, Porachunki czy Szczury wodne.

## Filmografia
Filmy 
- 1987: Herosi, (The Heroes) jako oficer Gavin
- 1987: Shame jako oficer Gavin
- 1988: A Waltz Through the Hills jako Gates
- 1988: Porywy serca, (Boundaries of the Heart) jako kierowca ciężarówki
- 1994: Wersja oficjalna, (Official Denial) jako sierżant Bridges
- 2001: Mój mąż zabójca, (My Husband My Killer) jako John Monk
- 2001: Gwiazdeczka: Historia Shirley Temple, (Child Star: The Shirley Temple Story) jako Wright
- 2001: Dreams for Life jako Stephen
- 2005: Wrong Answer jako Farley
- 2010: Jutro, jak wybuchnie wojna, (Tomorrow, When the War Began) jako Pan Linton

 Seriale 
- 1988: Zatoka serc jako inspektor David Joyce
- 1993: W pułapce czasu jako Al
- 1996: Szczury wodne jako Jonathen Cakebread
- 2001: Blondynka jako Max Lurie
- 2005: Na wysokiej fali jako Pan Savin
- 2006: Marzenia i koszmary jako Dunninger
- 2008: Porachunki jako Barry Walker
- 1999: Pod błękitem nieba jako Dennis McGregor
- 2011: Crownies jako detektyw James Bryant